# Amatori Sporting Lodi 2009-2010
Questa voce raccoglie le informazioni riguardanti l'Amatori Sporting Lodi nelle competizioni ufficiali della stagione 2009-2010.

## Maglie e sponsor
Lo sponsor tecnico per la stagione 2009-2010 fu Zeus Sport, mentre lo sponsor ufficiale fu Banca Popolare di Lodi.
| 1ª divisa | 2ª divisa |

## Organigramma societario
- Presidente: Fulvio D'Attanasio
- Vicepresidente: Vittorio Codeluppi
- Direttore generale: Raoul Frugoni
- Direttore tecnico: Vittorio Gasparini
- Direttore sportivo: Gabriele Rachelini

## Organico

### Giocatori
| N° | Naz.                 | Ruolo | Sportivo           |  |  |  |
| -- | -------------------- | ----- | ------------------ |  |  |  |
| 1  | Italia (bandiera)    | P     | Marco Brioschi     |  |  |  |
| 3  | Italia (bandiera)    | E     | Antonio Piscitelli |  |  |  |
| 4  | Italia (bandiera)    | E     | Paolo D'Attanasio  |  |  |  |
| 5  | Argentina (bandiera) | E     | Ariel Romero       |  |  |  |
| 6  | Italia (bandiera)    | E     | Marco Motaran      |  |  |  |
| 7  | Argentina (bandiera) | E     | Fernando Montigel  |  |  |  |
| 8  | Brasile (bandiera)   | E     | Alan Karam         |  |  |  |
| 9  | Italia (bandiera)    | E     | Enea Monteforte    |  |  |  |
| 10 | Italia (bandiera)    | P     | Luca Dal Bello     |  |  |  |
| 11 | Italia (bandiera)    | E     | Matteo Morosini    |  |  |  |
| 16 | Italia (bandiera)    | E     | Mario Berto        |  |  |  |
| 23 | Italia (bandiera)    | E     | Luca Frugoni       |  |  |  |
| 30 | Italia (bandiera)    | P     | Alberto Losi       |  |  |  |

### Staff tecnico
- Allenatore:  Aldo Belli
- Allenatore in seconda:  Carlo Rossetti